# Бабанов, Омурбек Токтогулович
Омурбек Токтогулович Бабанов (кирг. Өмүрбек Токтогулович Бабанов; род. 20 мая 1970, Чолпонбай, Кировский район) — киргизский политический и государственный деятель. Бывший лидер парламентской фракции и политической партии «Республика».
Являлся 17-м премьер-министром Кыргызстана с 23 декабря 2011 года по 1 сентября 2012 года. Исполнял обязанности премьер-министра в период с 23 сентября по 14 ноября 2011 года, поскольку Алмазбек Атамбаев участвовал в президентской кампании, а затем с 1 по 23 декабря 2011 года.

## Биография
В 1993 году окончил Московскую сельскохозяйственную академию имени Тимирязева. В 2005 году — Академию народного хозяйства при правительстве РФ (Высшая школа финансового менеджмента), в 2009 году — Кыргызскую государственную юридическую академию.
До прихода во властные структуры занимался бизнесом. Возглавлял ряд крупных фирм с долевым участием государственного капитала занимавшихся экспортом хлопка, а также поставками нефтепродуктов в республику. В 2005 году после «тюльпановой» революции был избран депутатом киргизского парламента.

### Работа в правительстве
В 2007 году вошел в состав оппозиции требовавшей отставки президента Курманбека Бакиева. После революции и бегства Бакиева из страны вошел в состав правительства Алмазбека Атамбаева в должности первого вице-премьера. После избрания Атамбаева президентом в октябре 2011 года стал исполнять обязанности главы правительства. Ушел в отставку 1 сентября 2012 после распада коалиции парламентского большинства.
В июне 2010 года основал партию «Республика» которая на выборах в октябре получила 13 % голосов избирателей и, заняв четвертое место, вошла в парламент Кыргызстана.
20 октября 2014 года был проведен объединенный внеочередной республиканский съезд партий «Республика» и «Ата-Журт», где делегаты большинством голосов выступили за создание новой политической силы «Республика-Ата Журт». Омурбек Бабанов стал сопредседателем новой партии, наравне с Камчыбеком Ташиевым.
Летом 2015 года партия стала активно готовиться к выборам в Жогорку Кенеш Кыргызской Республики. В представленном в ЦИК списке кандидатов в депутаты парламента Кыргызстана от «Республика-Ата Журт» Омурбек Бабанов занимает первое место.
С октября 2015 года по ноябрь 2017 года — депутат Жогорку Кенеша Кыргызской Республики, лидер парламентской фракции «Республика-Ата Журт».

### Поражение на президентских выборах
16 августа 2017 года ЦИК КР зарегистрировал Омурбека Бабанова кандидатом на пост Президента Кыргызстана на выборах 15 октября 2017 года. Бабанов занял на выборах второе место, уступив в первом же туре своему основному сопернику Сооронбаю Жээнбекову.
Является самым богатым человеком Кыргызстана с состоянием 1,5 млрд долларов США.
30 декабря 2017 года Омурбек Бабанов заявил о сложении депутатских полномочий и уходе из политики.

### Личная жизнь
Женат на Рите Бабановой, у пары четверо детей (три дочери, один сын)
.
Омурбек Бабанов стал первым кыргызстанцем, чье присутствие в социальной сети Facebook было официально подтверждено.

### Принадлежность к племени
Бабанов происходит из киргизского племени Саруу, входящего в Левое Крыло (Сол Канат).

## Критика
31 мая 2021 года он был задержан в рамках расследования вокруг золотого рудника Кумтор. 28 ноября 2023 года Председатель Госкомитета национальной безопасности КР Камчыбек Ташиев заявил, что среди всех обвиненных в рамках расследования только Омурбек Бабанов не привлечен к ответственности за отсутствием состава преступления.
В 2023 году российские СМИ сообщили, что фирма, связанная с семьей Бабановых, построит склад для российских компаний, которые, вероятно, будут использовать его для обхода санкций. Однако Директор склада Кирилл Шевченко опроверг сообщение российских СМИ и заявил, что склад строят для кыргызстанских компаний, а не для российских, как сообщило издание.

### Покупка паспорта
Лидер фракции «Ар-Намыс» в 2012 году Феликс Кулов сообщил, что первый вице-премьер-министр Омурбек Бабанов признался ему в покупке казахского паспорта. «Я спрашивал Омурбека Бабанова про казахский паспорт и он признался мне, что купил его, потому что занимался бизнесом в Казахстане, и не смог сдать его, потому что приобрел незаконно», — рассказал глава «Ар-Намыса». Казахские СМИ нашли паспорт в базе данных.

### Рейдерский захват банка «Кыргызстан» и телеканала НТС
Бабанова неоднократно обвиняли в рейдерских захватах, используя связи с властями как основной способ своего обогащения. Его обвинили в рейдерском захвате банка «Кыргызстан» и телеканала НТС. Экс-владелец банка Калича Умуралиева заявила:
«Назову имена трех человек, причастных к рейдерству: Максим Бакиев (сын свергнутого президента Курманбека Бакиева), Омурбек Бабанов, Алексей Елисеев. Нам предложили объединить 60% акций и передать их Бабанову. Мы отказались. ,но потом нашим детям стали угрожать.Бабанову просто понравился наш банк,поэтому он решил взять его в свои руки.Пришлось отдать.В нашей стране нет никаких гарантий для отечественных инвесторов.Но акции забрали от нас не ОПГ, а люди, которые занимали высокие посты в Кабмине. Бабанов был премьер-министром"
Телеканал НТС был образован на базе Телерадиокомпании ВОССТ, которой при президенте Аскаре Акаеве владел известный бизнесмен Валерий Хон. Предприниматель заявил, что его нефтяную базу и телеканал рейдерски отобрали люди Бабанова при поддержке президентской семьи. После событий марта 2005 года телеканал был перерегистрирован на других лиц. Окружающие Бабанова утверждали, что управление НТС перешло в руки семьи Бакиева. А после апрельских событий 2010 года он снова вернулся к Бабанову, который, как известно, был в хороших отношениях с главой «временного правительства» Розой Отунбаевой. Парламентарии заявили, что телеканал следовало передать в ведение государства, а не передавать в руки Бабанова.

## Награды
- Медаль «МПА СНГ. 25 лет» (27 марта 2017 года, Межпарламентская ассамблея СНГ) — за заслуги в деле развития и укрепления парламентаризма, за вклад в развитие и совершенствование правовых основ функционирования Содружества Независимых Государств, укрепление международных связей и межпарламентского сотрудничества[28].